# Mega Shark vs. Giant Octopus
Série
Mega Shark vs. Crocosaurus
(2010)
Pour plus de détails, voir Fiche technique et Distribution.
Mega Shark vs. Giant Octopus (Mega Shark Versus Giant Octopus) est un film américain sorti directement en vidéo et diffusé en 2009 sur Syfy.

## Synopsis
Au large de l'Alaska, l'océanographe Emma MacNeil étudie la migration des baleines à bord d'un sous-marin expérimental, sans la permission de son employeur. Au même moment, un hélicoptère militaire lance un sonar expérimental dans l'eau, ce qui désoriente les baleines qui vont se cogner dans un glacier, qui se rompt, libérant deux monstres préhistoriques pris dans la glace (un requin et une pieuvre géante).
Plus tard, une plate-forme pétrolière au large du Japon est attaquée par la pieuvre (dont les tentacules sont assez longs pour en faire le tour). De retour en Californie, Emma MacNeil est appelée à Point Dume (en) pour inspecter les blessures d'une baleine échouée. Elle y trouve un fragment de dent de requin d'une taille considérable. Ailleurs, le requin attaque un avion de ligne en plein vol.
MacNeil est renvoyée de l'institut océanographique pour le vol du sous-marin. Elle apporte le fragment de dent de requin à son vieux professeur, l'ancien pilote de l'US Navy Lamar Sanders qui reconnait une dent de mégalodon. Ils sont rejoints par le Dr Seiji Shimada qui tente d'élucider l'attaque de la plateforme pétrolière. En regardant les bandes vidéo du sous-marin, ils trouvent l'image de la pieuvre et du mégalodon. Cependant, un destroyer de l'US Navy est détruit par le mégalodon. MacNeil, Sanders et Shimada sont arrêtés par l'armée, et Allan Baxter leur demande de l'aider à détruire les créatures. Ils acceptent à condition de pouvoir étudier les animaux après capture.
Ils mettent au point une phéromone pour piéger le mégalodon dans la baie de San Francisco et la pieuvre dans la baie de Tokyo, mais les animaux ne se laissent pas capturer. Baxter propose alors d'utiliser l'arsenal atomique, mais finalement les deux créatures sont attirées au même endroit en espérant qu'elles s'entre-tuent.
Le film s'achève sur les deux monstres qui s'enfoncent dans les abysses. En fait, le mega-shark n'est pas mort. Il reviendra dans le film Mega Shark vs. Crocosaurus.

## Fiche technique
- Titre original : Mega Shark Versus Giant Octopus
- Titre français : Mega Shark vs. Giant Octopus
- Réalisation : Jack Perez (en)
- Scénario : Jack Perez (en)
- Direction artistique : Nino Zagaroli et Nino Zagaroli
- Costumes : Michelle Hodnett
- Photographie : Alexander Yellen
- Montage : Marq Morrison
- Musique : Chris Ridenhour
- Effets visuels : Tiny Juggernaut
- Production : David Michael Latt (en), David Rimawi (en)
- Société de production : The Asylum
- Pays d'origine : États-Unis
- Format : Couleurs - HDTV - 1,78:1 - Stéréo
- Genre : Science-fiction, film catastrophe, aventure et horreur
- Durée : 88 ou 90 minutes, selon les montages
- Date de sortie : 19 mai 2009
- classification : déconseillé aux moins de 12 ans

## Distribution
- Deborah Gibson : Emma MacNeil
- Lorenzo Lamas : Allan Baxter
- Vic Chao : Dr Seiji Shimada
- Jonathan Nation : Vince
- Mark Hengst (de) : Dick Ritchie
- Michael Teh : Takeo
- Chris Haley : Kenji
- Sean Lawlor : Pr Lamar Sanders
- Dustin Harnish : Helmsman
- Dean Kreyling : capitaine du sous-marin américain
- Stephen Blackehart : chef du sonar du sous-marin américain
- Dana DiMatteo : biologiste marin
- Myles Cranford : Deputy
- Dana Healey : Naval Officer
- John Bolen : Weapons Officer
- Larry Wang Parrish : capitaine du Typhoon japonais
- Aki Hiro : navigateur du Typhoon
- Russ Kingston : Amiral Scott
- Stephanie Gernhauser : commandant de sous-marin
- Cooper Harris : technicien sonar
- Matt Lagan : capitaine du destroyer
- Douglas N. Hachiya : technicien sonar du destroyer
- Hunter Ives : opérateur sonar du destroyer
- John Gilligan : opérateur sonar du destroyer
- Michael Allendorf : radiotélégraphiste
- Colin Broussard : radiotélégraphiste
- Mikos Zavros : navigateur
- Elijah Flores : agent du FBI
- Daniel Schachtel : agent du FBI
- Nathan Sikes : agent du FBI
- David Meador : pilote du Lockheed SR-71 Blackbird
- Jay Beyers : pilote / officier de pont
- Michael C. Parisi : passager

## Production

### Tournage
- Le film devait être tourné en 3D, mais le budget du film ne le permettait pas et il fut donc tourné en 2D[réf. nécessaire].
- Le film a été tourné seulement en 12 jours[réf. nécessaire].

## Accueil

### Sortie
Le film sort directement en vidéo le 19 mai 2009 aux États-Unis, après une campagne publicitaire ayant suscité beaucoup d'intérêt sur internet.

### Accueil critique
Les critiques sont globalement négatives, avec un score de 15 % sur l’agrégateur Rotten Tomatoes (sur vingt critiques). Plus précisément, les critiques portent sur le scénario et le jeu d'acteur, ainsi que les effets spéciaux jugés datés,,.

## Autour du film

### Suite
Une suite intitulée Mega Shark vs. Crocosaurus de Christopher Ray est sortie en 2011 en DVD.